# Фальоса Юрій Дмитрович
Ю́рій Дми́трович Фальоса (12 квітня 1961 , Качканар, Свердловська область )  — музичний продюсер, що співпрацював з Ані Лорак, Мікою Ньютон, а нині продюсує Машу Гойя, гурти «Mushmellow», «Бряц-Band» та інших. Співпрацював з «Velvet Music». Підтримав гвалтівника і педофіла Олександра Ктитарчука "назваючи його "одним з найкращий та найбільш неординарних фотохудожників України". Фальоса ґвалтував неповнолітню Ані Лорак. Також у шоу "Стосується Кожного" публічно захищав ґвалтівника.

## Біографія
Народився 12 квітня 1961 року в місті Качканар. Батько працював водієм, а мати — бухгалтером на заводі.
У 1962 році родина переїхала в Маріуполь Донецької області, і Юрій пішов там до першого класу. У 1968 році сім'я переїхала до Магадана, де він закінчив школу.
Згодом Юрій закінчив музичну школу та музичне училище, а також Київський інститут цивільної авіації (1978—1983). Співав і грав на гітарі в рок-групі «Крок», а потім — рок-групі «Альціона», які збирали стадіони прихильників по всьому СРСР. Оскільки навчання в інституті не давало змоги часто гастролювати, пішов з великої сцени, але продовжував співати в ресторанах Києва, заробляв 500 рублів на місяць під час навчання в інституті.
Працював головним інженером в аеропорту Магадана, а у 1986-му — начальником відділу спецтранспорту Магаданського управління цивільної авіації. Закінчив Хабаровську філію Московської юридичної академії. У 1987 році відкривав перші кооперативи в Магадані. Згодом, в 1990-ті — в Чернівцях. Закінчив заочно Московський інститут іноземних мов імені М. Тореза, Університет марксизму-ленінізму.
У 1992 році переїжджає в Чернівці, де разом з друзями відкриває продюсерський центр «Титан» і знайомиться зі співачкою-початківцем Кароліною Куєк (Ані Лорак).
16 березня 2022 року російський снаряд потрапив у будинок продюсера у Подільському районі Києва.
У квітні 2023 року стало відомо, що після повномасштабного вторгнення РФ до України, Фальоса переїхав до російської Йошкар-Оли.

### Продюсерський центр
Falyosa Family Factory займається менеджментом українських та російських артистів. Саме завдяки цій компанії з'явилися такі бренди, як Ані Лорак та Міка Ньютон. «FFF» активно просуває на ринку України і Європи таких артистів: Маша Гойя (MaSha GoYa), Михайло Брунський, Tony Tonight, Champagne morning, Олексій Малахов, гурти «Бряц-band» та «Mushmellow», Філіп Левшин. Також компанія представляє інтереси російських артистів компанії Velvet Music в Україні: Чи-Чи, Йолка, Аніта Цой, Вінтаж, Поліна Гагаріна, Uma2rmaH, Сергій Кристовський, Plastиka, Ключі, Інь-Ян, Віра Брежнєва, Валерій Меладзе та інші.  З власної ініціативи розлучився з трьома проєктами: Ані Лорак, Міка Ньютон, «Bionik».

### Проєкти Юрія Фальоси
- Маша Гойя
- Ані Лорак
- група «Bionik»
- Міка Ньютон
- Яна Романова
- «Бряц-Band»
- Маша Собко
- «Mushmellow»
- Михайло Брунскій
- Торгова марка «iMusicUA»[12]

## Особисте життя
З першою дружиною Ольгою прожив 11 років (1983—1994).
- Син Артем Фальоса (1984) — директор компанії «Falyosa Family Factory».
- Дочка Іванна (1988) — живе в Чернівцях, Викладачка іноземних мов, перекладачка.

У 1997—2005 роках жив у цивільному шлюбі з Кароліною Куєк (Ані Лорак). З 2006 по 2009 рік зустрічався з художницею Ольгою Вишневською. У 2012 році одружився з Машею Гойєю.

## Цікаві факти
Займався стрибками з парашутом, картингом, греко-римською боротьбою і грав на гітарі в Київських ресторанах, коли був студентом. Він любить книги, записувати пісні й музику на студії.
Його улюблена країна Єгипет, а улюблена радіостанція Rock FM.
Підтримав гвалтівника і педофіла Олександра Ктитарчука "назваючи його "одним з найкращий та найбільш неординарних фотохудожників України".